# Симон фон Саарбрюкен
Симон V фон Саарбрюкен (на немски: Simon V Graf von Saarbrücken; † 1325) е граф на Саарбрюкен-Комерци.
Той е най-големият син на граф Йохан I фон Саарбрюкен, господар на Комерци († 23 януари 1341/1342) и съпругата му Махот д'Аспремон († 1329), дъщеря на Гоберт VII д'Аспремон († 1278/1280) и Агнес дьо Куци († 1277).
Брат е на граф Йохан I фон Комерци († 1344), Агнес фон Саарбрюкен († 1337), омъжена ок. 1300 г. за граф Симон II фон Цвайбрюкен († 1312), Матилда фон Саарбрюкен († сл. 1332), омъжена за Йохан III фон Лихтенберг Млади († 1327).
След смъртта на баща му граф Йохан I († 23 януари 1342) собствеността е разделена.

## Фамилия
Симон (V) фон Саарбрюкен се жени през юли 1309 г. за Маргарета Савойска дьо Ваат († 6 август 1363), вдовица на Жан дьо Шалон († пр. 1307/1309), дъщеря на Лудвиг I Савойски, барон Ваат († 1302) и втората му съпруга Жана дьо Монфор († 1300). Те имат пет деца:
- Йохан II († между септември 1380 и 22/24 март 1381), женен пр. януари 1334 г. за Гислета фон Бар († между 22 април 1356 и 27 септември 1362)
- Матилда/Мод фон Саарбрюкен († сл. 1354), омъжена I. 1344 г. в Комерци за граф Симон II фон Залм-Оберзалм († 26 август 1346 в битката при Креци), син на граф Йохан I фон Залм (1247 – 1338), II. сл. 1346 г. за рицар Йохан
- Йохана (1) де Комерци († сл. 1367/1376), омъжена пр. 1344 г. за Герхард VII фон Бланкенхайм-Геролщайн († 4 февруари 1377); родители на Фридрих фон Бланкенхайм († 1423), епископ на Страсбург (1375 – 1393) и на Утрехт (1393 – 1423)
- Маргарета фон Саарбрюкен († сл. 14 септември 1394), омъжена за Луис II дьо Бершер ет ддьо Косонай († 1394)